# Olivier Panis
Oliver Panis, nascut el 2 de setembre del 1966 a Lió, és un pilot d'automobilisme francés.

## Biografia

### 1981-1993: Els debuts
Com la majoria dels pilots, Panis comença a competir en kàrting l'any 1981, encara adolescent. El 1988 abandona el kàrting per debutar en cotxes de competició. Disputa així el campionat de França de Formula Renault, que guanya a la seva segona participació. Després de dues bones temporades en el campionat de França de Fórmula 3 (4t el 1990 i 2n el 1991), accedeix a la Fórmula 3000 internacional el 1993.

### 1994-1996: Ligier
El seu títol en F3000 li obre les portes de la Fórmula 1, on debuta a l'escuderia francesa Ligier (per a la qual ja havia efectuat proves). En un context delicat tenint en compte la forta incertesa que envolta el futur de l'escuderia (degut als problemes judicials del seu propietari Cyril de Roure, Ligier és venuda el mes de maig a Flavio Briatore). Olivier Panis brilla sobretot per la seva solidesa i la seva constància, qualitats que l'ajuden a acabar en segon lloc al GP d'Alemanya. Un altre fet destacable és que aconsegueix acabar 15 de les 16 carreres de la temporada. El seu únic abandonament de la temporada es produeix precisament al GP de França a Magny-Cours. Certs observadors consideren no obstant això que la seva rapidesa encara és insuficient per rivalitzar amb els millors. Així, en el GP d'Europa a Jerez, és dominat pel seu company d'equip d'un dia Johnny Herbert, que descobria el cotxe. Després, durant l'hivern, és molt lluny del ritme del nou campió del món Michael Schumacher, que prova el Ligier per descobrir el motor Renault.
Sempre amb Ligier, el 1995 Panis mostra la mateixa solidesa que la temporada precedent i alterna coses bones i dolentes. Moltes vegades aconsegueix entrar en els punts (i fins i tot aconsegueix un segon lloc al GP d'Austràlia, malgrat un motor agonitzant), però comet igualment diversos errors. Lluita igualment amb el seu company d'equip Martin Brundle, proper a Tom Walkinshaw, llavors director esportiu de l'escuderia. Acaba el campionat en una destacable 8a plaça. Dins d'un equip que sembla perdre progressivament la seva identitat francesa (Flavio Briatore és a punt de revendre l'equip a Tom Walkinshaw, que ambiciona traslladar-lo a Anglaterra), la posició de Panis sembla cada vegada més inestable, tot i així conserva el seu lloc per a la temporada 1996.
El seu començament de campionat 1996 és enfosquit per les incerteses que continuen acompanyant el futur de Ligier, ja que la seva existència és amenaçada, a falta de diners i d'un projecte de rescat coherent (la temptativa de Walkinshaw havia fracassat). Però al GP de Mònaco el maig, Olivier Panis fa la carrera de la seva vida. Qualificat en la segona meitat de la taula, lliura sobre una pista humida una carrera plena d'atac, sobrepassa a nombrosos competidors (entre d'altres al Ferrari de Eddie Irvine) i aprofita igualment l'hecatombe entre els favorits per aconseguir una victòria històrica, la primera de l'escuderia Ligier des de fa 15 anys. A més a més d'aportar un reconeixement internacional a Panis, aquesta victòria té com a efecte promoure la F1 a la francesa, i d'afavorir en els mesos que segueixen el projecte de rescat de Ligier per part d'Alain Prost.

### 1997-1999: Prost Grand Prix

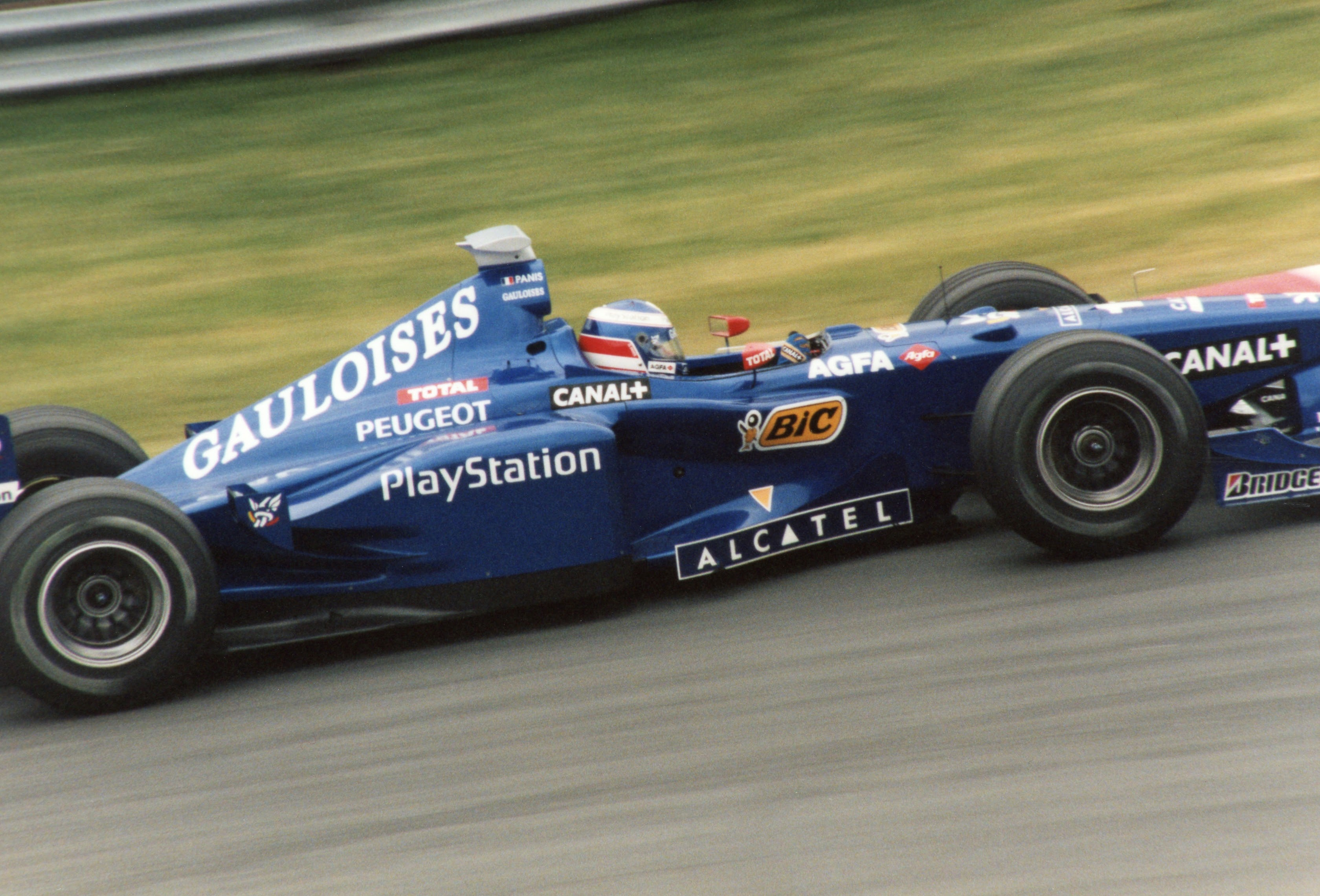
Chez Prost Grand Prix, el 1998.

El 1997, Panis comença la temporada com a pilot de l'escuderia "Prost Grand Prix" (el nou nom de Ligier). Després d'haver guanyat l'any anterior el GP de Mònaco, Panis alimenta ambicions amb el cotxe Prost JS45 i els nous pneumàtics Bridgestone, que han mostrat un potencial interessant durant les proves hivernals. Un potencial que Panis s'encarrega de confirmar acabant en tercer lloc al GP del Brasil i en segon lloc al GP d'Espanya. Dels començaments excel·lents passa a abandonar al GP de l'Argentina, on la victòria semblava accessible. Després de 6 proves i 3r de la classificació provisional del campionat del món darrere Schumacher i Villeneuve, Panis aborda el GP del Canadà amb plena confiança, però un greu accident interromp en sec la seva ascensió. Amb una cama fracturada, Panis és obligat d'observar una llarga convalescència i de faltar els 7 GP següents. Efectua la seva tornada al mes de setembre al GP de Luxemburg (on acaba 6è).
La temporada 1998 marca el veritable començament de l'aventura Prost Grand Prix (com el seu nom de codi indica, el cotxe Prost JS45 no era més que un Ligier rebatejat), amb la sortida del nou Prost AP01 i l'arribada del motor Peugeot. Però malgrat les grans ambicions de tot l'equip, la temporada és un fracàs, ja que Panis té un cotxe amb una fiabilitat desastrosa i un baix nivell de prestacions. Les coses milloren amb prou feines el 1999, on no suma més que dos punts. També s'afegeix que les relacions amb Alain Prost són cada vegada més tibants. Li retreu sobretot de ser dominat pel seu jove pilot italià Jarno Trulli. En el transcurs de la temporada 1999, es fa evident que el futur de Panis ja no passa per Prost Grand Prix. Però després de dos anys amb pocs èxits, el fa poc atractiu de cara el mercat de les transferències.

### 2000: Provador a McLaren
Associant-se amb l'empresari belga Didier Cotton (conegut sobretot per ser l'agent del campió del món en títol Mika Häkkinen), Panis aconsegueix no obstant això obrir-se noves portes. A la fi de la temporada de 1999, fitxa per l'escuderia McLaren-Mercedes en qualitat de pilot de proves, un contracte de què no renega malgrat l'oferta de Williams per a la temporada 2000 (Williams buscava un pilot per substituir Alex Zanardi i assegurar la delicada posada a punt del nou motor BMW, però amb l'arribada de Juan Pablo Montoya prevista per a 2001, únicament podien oferir a Panis un contracte per una temporada. Amb McLaren-Mercedes, fins i tot sense participar en curses, Panis es fa una sòlida reputació. Els seus cronos en proves privades així com els compliments que li adrecen públicament els pilots titulars (Coulthard i Häkkinen) així com els dirigents de l'equip (Ron Dennis al capdavant) li permeten de trobar un volant de titular per a la temporada 2001, on és escollit per BAR-Honda per reforçar Jacques Villeneuve.

### 2001-2002: equip British American Racing (BAR)
Amb un rendiment semblant al del seu prestigiós company d'equip el canadenc Jacques Villeneuve, Panis és una agradable sorpresa. Però a causa de la manca de fiabilitat i de tàctiques poc inspirades per part del seu equip, poques vegades és capaç de confirmar en la carrera les seves grans qualificacions i només anota 8 punts en 2 temporades.
El punt culminant de la falta de coordinació per part del seu equip, el seu quart lloc en el Gran Premi de Brasil del 2001, no ens fa oblidar que sense un increïble malentès de l'equip, que va portar els seus dos pilots a boxes al mateix temps, hauria acabat al podi. Jacques Villeneuve, que mai no ha amagat la seva estima per Panis, va dir més endavant: "És escandalós, l'equip ha xafat la carrera d'Olivier".

### 2003-2006: Toyota F1

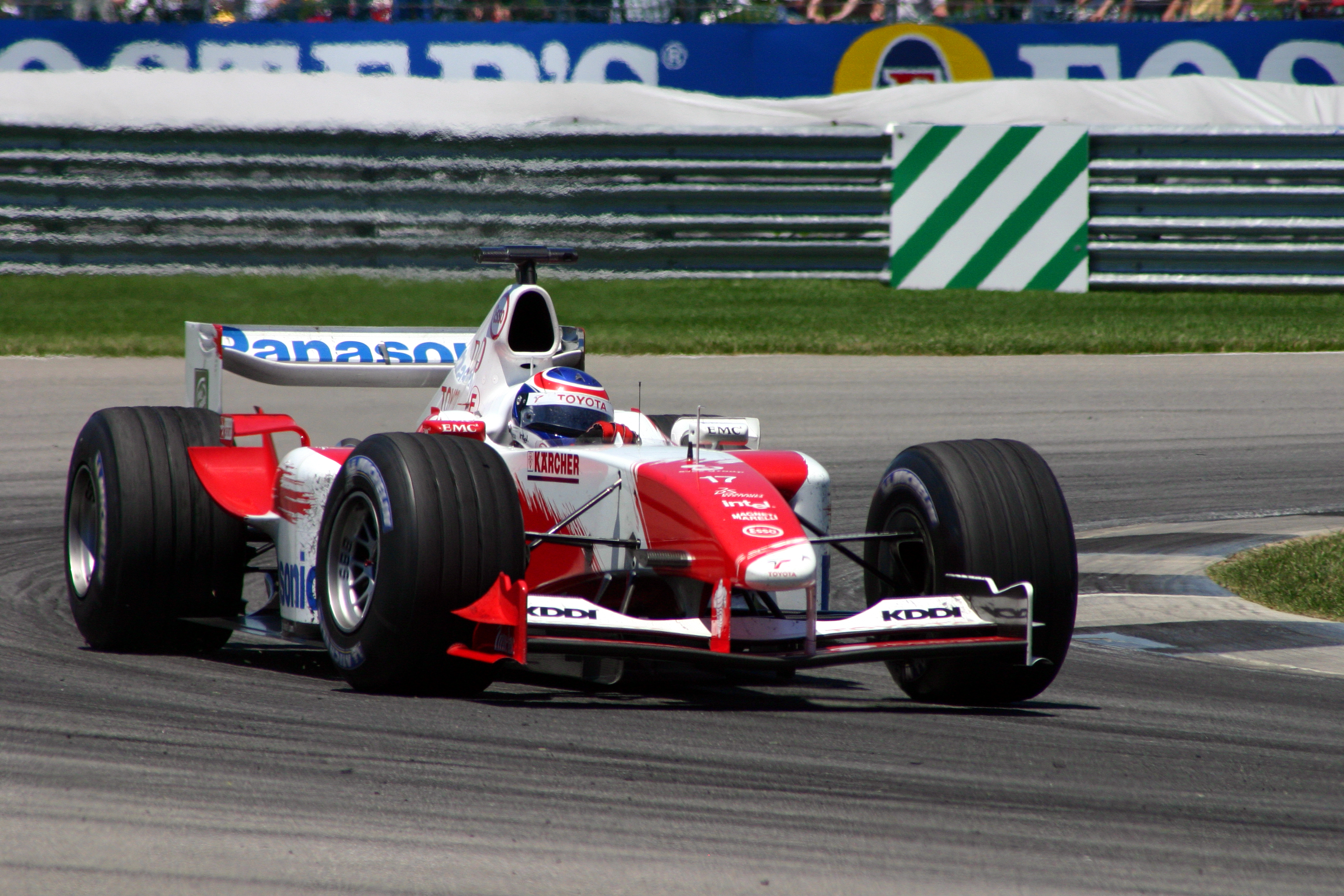
Chez Toyota, el 2004.

Després de sortir de BAR, per l'arribada del jove Jenson Button, Panis troba refugi a Toyota. Però a falta d'un material fiable i competitiu, s'ha de conformar amb uns pobres resultats a les temporades 2003 i 2004. Més o menys obligat de cedir el seu lloc a Ricardo Zonta (que ell mateix venia de ser reemplaçat per Trulli, nou vingut a l'escuderia Toyota) per al GP del Brasil, última cursa de la temporada, disputa el seu últim GP al Japó. Durant 2005 i 2006, Panis es queda a Toyota, en qualitat de pilot provador, però sense participar en cap Gran Premi. El 18 de setembre de 2006, amb 40 anys, anuncia que posa fi a la seva carrera com a pilot de Fórmula 1.

### Després de F1
Després d'un any de semi inactivitat el 2007 (a part de la seva participació en el Trofeu Andros durant els hiverns del 2006-2007 i 2007-2008) i durant el qual es va convertir en director esportiu de l'equip de França de A1 Grand Prix, torna a la competició d'alt nivell el 2008 amb l'equip Courage-ORECA a les 24 Hores de Le Mans.

## Carrera

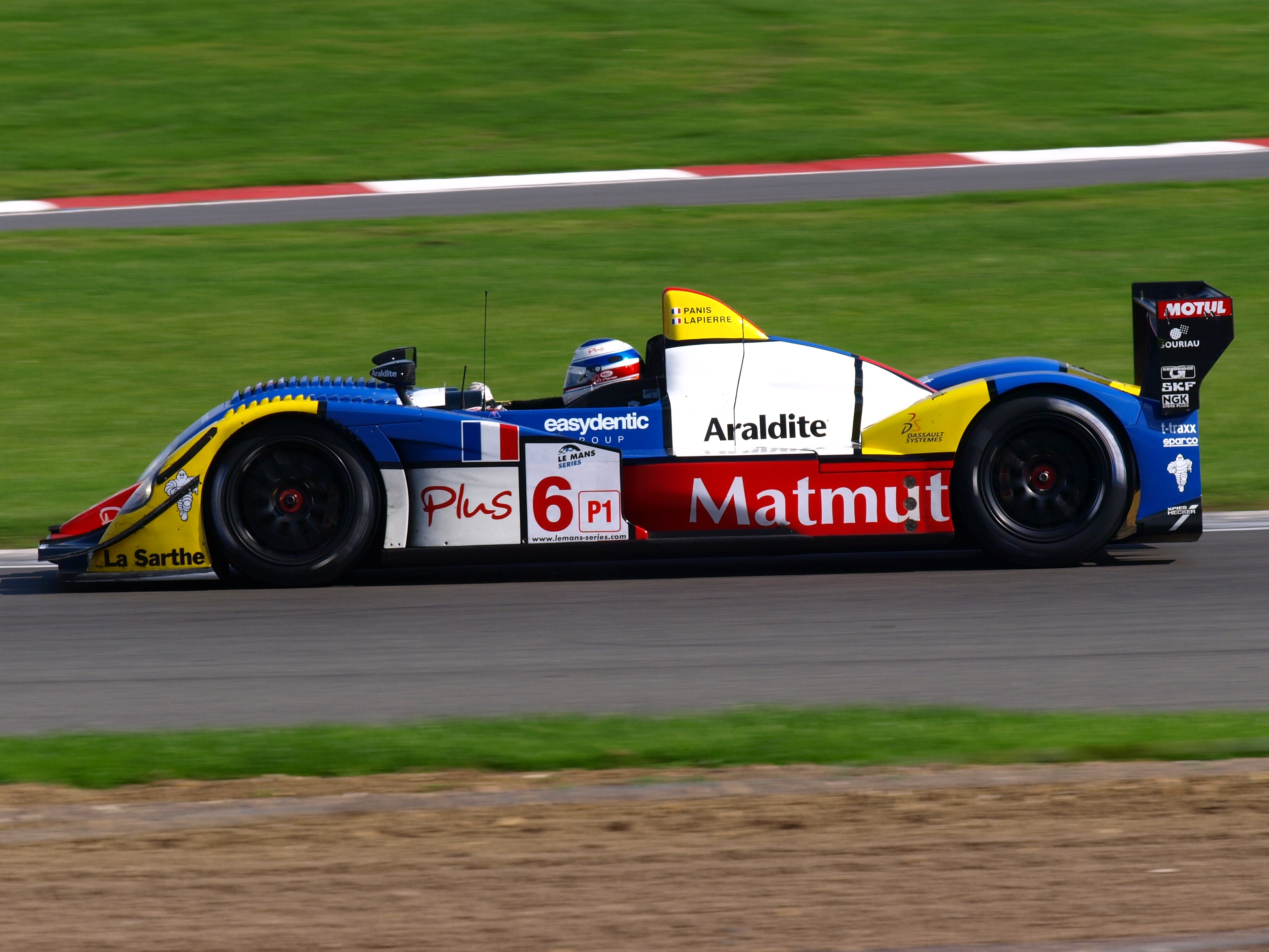
Panis en 2008 à Silverstone sur la Courage-Oreca

| Any       | Disciplina                                            |
| --------- | ----------------------------------------------------- |
| 1981-1987 | Karting                                               |
| 1988-1989 | Formula Renault (campió 1989)                         |
| 1990-1991 | Formula 3                                             |
| 1992-1993 | F3000 (campió 1993)                                   |
| 1994-1996 | F1 Ligier (1 victòria)                                |
| 1997-1999 | F1-Prost Grand Prix                                   |
| 2000      | Pilot provador McLaren Mercedes                       |
| 2001-2002 | F1-BAR                                                |
| 2003-2004 | F1-Toyota                                             |
| 2005-2006 | Pilot provador Toyota                                 |
| 2008      | Le Mans Series et 24 Hores de Le Mans - Courage-Oreca |

## Resultats en els campionats del món de la Formula 1
| Temporada | Escuderia | Xassís       | Motor           | Pneumàtics  | GP disputats | Puntuació | Classificació |
| --------- | --------- | ------------ | --------------- | ----------- | ------------ | --------- | ------------- |
| 1994      | Ligier    | JS39B        | Renault V10     | Goodyear    | 16           | 9         | 11            |
| 1995      | Ligier    | JS41         | Mugen-Honda V10 | Goodyear    | 17           | 16        | 8             |
| 1996      | Ligier    | JS43         | Mugen-Honda V10 | Goodyear    | 16           | 13        | 9             |
| 1997      | Prost     | JS45         | Mugen-Honda V10 | Bridgestone | 10           | 16        | 9             |
| 1998      | Prost     | AP01         | Peugeot V10     | Bridgestone | 16           | 0         | n.c.          |
| 1999      | Prost     | AP02         | Peugeot V10     | Bridgestone | 16           | 2         | 15            |
| 2001      | BAR       | 003          | Honda V10       | Bridgestone | 17           | 5         | 14            |
| 2002      | BAR       | 004          | Honda V10       | Bridgestone | 17           | 3         | 14            |
| 2003      | Toyota    | TF103        | Toyota V10      | Michelin    | 16           | 6         | 14            |
| 2004      | Toyota    | TF104 TF104B | Toyota V10      | Michelin    | 17           | 6         | 14            |

## Resultats al Premi de les 24 hores du Mans
| Temporada | Cotxe                   | Equip      | Companys                        | Resultat |
| --------- | ----------------------- | ---------- | ------------------------------- | -------- |
| 2008      | Courage-Oreca LC70-Judd | Team Oreca | Marcel Fässler / Simon Pagenaud | Abandó   |